# اندیشه‌هایی در باب ماکیاولی
اندیشه‌هایی در باب ماکیاولی (انگلیسی: Thoughts on Machiavelli) کتابی است اثر لئو اشتراوس که نخستین بار در سال ۱۹۵۸ منتشر شد. این کتاب مجموعه دروسی است که اشتراوس در دانشگاه شیکاگو ارائه کرد و در آن‌ها آثار نیکولو ماکیاولی را واکاوی می‌کند. این کتاب شامل نظریاتی بر شهریار و گفتارهای ماکیاولی است.